# Egyedül a sötétben (film, 2005)
Az Egyedül a sötétben (eredeti cím: Alone in the Dark) 2005-ben bemutatott egész estés kanadai–német–amerikai horrorfilm, amely az Alone in the Dark játékprogramokon alapszik. A forgatókönyvet Elan Mastai, Michael Roesch és Peter Scheerer írta, a filmet Uwe Boll rendezte, a zenéjét Reinhard Besser, Peter Zweier, Bernd Wendlandt és Oliver Lieb szerezte, a producerei Shawn Williamson és Wolfgang Herold voltak, a főszerepekben Christian Slater, Tara Reid, Stephen Dorff és Frank C. Turner láthatóak.
Németországban 2005. február 24-én, Amerikában 2005. január 28-án mutatták be a mozikban.

## Ismertető
A mozifilm eseménye az Alone in the Dark című számítógépes játékprogramokra épül, amelyekből 5 PC-s horrorjáték készült. A főhős, Edward Carnby, aki a paranormális jelenségek egyik nyomozója, lassanként megfejt egy rejtélyes esetet.

## Szereplők
| Szereplő                  | Színész                   | Magyar hang    |
| ------------------------- | ------------------------- | -------------- |
| Edward Carnby             | Christian Slater          | Dózsa Zoltán   |
| Aline Cedrac              | Tara Reid                 | Roatis Andrea  |
| Richard Burke             | Stephen Dorff             | Csőre Gábor    |
| Sam Fischer               | Frank C. Turner           | Csuha Lajos    |
| Miles ügynök              | Will Sanderson            |                |
| Lionel Hudgens professzor | Mathew Walker             | Gruber Hugó    |
| Chernick kapitány         | Mark Acheson              | Garai Róbert   |
| John Dillon               | Darren Shahlavi           |                |
| Clara nővér               | Karin Konoval             | Koffler Gizi   |
| Seriff                    | Craig Bruhnanski          | Garai Róbert   |
| Adams járőr               | Kwesi Ameyaw              | Kapácsy Miklós |
| Krash                     | Catherine Lough Haggquist | Németh Kriszta |
| James Pinkerton           | Ed Anders                 | Kapácsy Miklós |
| Zsaru                     | Brad Turner               |                |
| Őr                        | Michael P. Northey        | Bodrogi Attila |
| Szállító                  | Malcolm Scott             | Varga Rókus    |
| Cheung ügynök             | Françoise Yip             | Kerekes Andrea |
| Turner ügynök             | Mike Dopud                | Seder Gábor    |
| Taxisofőr                 | Brendan Fletcher          | Seder Gábor    |